# Ruilick
Ruilick is een dorp ongeveer 2 kilometer ten noordwesten van Beauly in de Schotse lieutenancy Inverness in het raadsgebied Highland.